# Elisabetta Franchi
Elisabetta Franchi (Bologna, 8 dicembre 1968) è una stilista italiana, titolare dell'omonimo marchio di moda.

## Biografia
Dopo gli studi all’Istituto Professionale Aldrovandi Rubbiani di Bologna, inizia a lavorare nel settore della moda e nel 1996 apre il suo primo atelier, ricondotto due anni dopo all’interno della società Betty Blue Spa.
Nel 2012 inizia a firmare le collezioni con il proprio nome dando vita all’omonimo marchio dedicato alla moda femminile. L'anno successivo segue l'apertura del primo showroom a Milano, nella capitale della moda italiana, che fa da anticamera al debutto del marchio Elisabetta Franchi alla Milano Fashion Week, in cui vengono mostrate le creazioni della collezione Primavera/Estate 2015.
Negli anni successivi presenta la collezione Elisabetta Franchi La mia Bambina all’evento Pitti Bimbo, sancendo così l’ingresso nel segmento dell’abbigliamento per bambine. Nel 2019 va in onda su Real Time il documentario sulla vita della stilista, Essere Elisabetta, prodotto da Endemol Shine Italy per Discovery Italia.
A giugno 2024 il marchio di moda è presente in 78 nazioni attraverso una rete distributiva di 85 negozi monomarca a Milano, Dubai, Amsterdam, Amburgo, Lisbona, Atene, e più di 1.000 rivenditori multimarca in Italia e all’estero.
Negli anni gli abiti firmati da Elisabetta Franchi sono stati indossati da star internazionali come Angelina Jolie, Emily Blunt, Julia Roberts, Sharon Stone, Kate Hudson, Jessica Alba, Jennifer Lopez, Lady Gaga, Kendall Jenner, Bar Refaeli, Dita Von Teese, e celebrità italiane come Simona Ventura, Elisa Isoardi e Laura Chiatti.

## Impegno nella difesa dei diritti degli animali
La stilista è da tempo impegnata nella difesa dei diritti degli animali.
Nel 2012, dopo aver eliminato dalle sue collezioni la pelliccia animale, la piuma d’oca e la lana d’angora, aderisce al programma di dog hospitality consentendo ai dipendenti della sua azienda di portare in ufficio i propri cani.
Membro della Lega Anti Vivisezione (LAV), l’organizzazione italiana contro la vivisezione, nel 2018 istituisce la Fondazione Elisabetta Franchi Onlus per sostenere e promuovere le iniziative a favore della difesa degli animali, come la costruzione e il finanziamento dell’Island Dog Village EF in Cina, la clinica-rifugio per accogliere i cani salvati dal Festival dello Yulin.
Nel 2023 dalla collaborazione tra Fondazione Elisabetta Franchi Onlus, l'Ospedale Sant'Orsola e il Bologna FC 1909 nasce Pet Co-Therapy, un'iniziativa biennale dedicata ai piccoli pazienti pediatrici dell'Ospedale, di interventi assistiti con 8 levrieri, salvati da maltrattamenti.

## Premi
- 2011 - Premio Profilo Donna per la promozione del talento femminile nei diversi settori[31][32]
- 2015 - Premio Moda e Sociale per la scelta di una moda responsabile[33][34]
- 2021 - Premio Ernst & Young Italia come imprenditrice dell’anno in Italia per aver contribuito alla crescita dell’economia nazionale[35][36][37][38][39]